# 池田公博
池田 公博（いけだ きみひろ、1975年 - ）は、日本の法学者。専門は刑事訴訟法。京都大学大学院法学研究科教授。東京都生まれ。

## 略歴
- 1994年 開成高等学校卒業
- 1998年 東京大学法学部卒業
- 1998年 東京大学大学院法学政治学研究科助手
- 2001年 神戸大学大学院法学研究科助教授
- 2003年 ケルン大学外国･国際刑事法研究所客員研究員（10月から）
- 2007年 神戸大学大学院法学研究科准教授
- 2014年 神戸大学大学院法学研究科教授
- 2018年 京都大学大学院法学研究科教授

## 著作
- 『報道の自由と刑事手続』（有斐閣、2008年）

## 論文
- 「コンピュータ犯罪と捜査」（『刑事訴訟法の争点（3版）』。有斐閣、2002年、井上正仁と共著）
- 「逮捕･勾留に関する諸原則」（『法学教室』262号91頁。有斐閣、2002年）